# Segunda División de Chile 1970
Segunda División de Chile 1970 var 1970 års säsong av den näst högsta nationella divisionen för fotboll i Chile, som vanns av Unión San Felipe som således gick upp i Primera División (den högsta divisionen). Municipal de Santiago flyttades ner till den lägre divisionen. Segunda División 1970 bestod av en grundserie med 14 lag där alla mötte varandra två gånger (en gång hemma och en gång borta), vilket gav totalt 26 matcher per lag. Efter dessa 26 matcherna flyttades det främsta laget upp och de tre sista lagen gick till en nedflyttningsserie, där det sämsta laget flyttades ner en division.

## Tabell
Lag 1: Uppflyttade till Primera División
Lag 12–14: Till nedflyttningsserien.
| Nr | Lag                   | S  | V  | O  | F  | GM | IM | MS  | P  |
| -- | --------------------- | -- | -- | -- | -- | -- | -- | --- | -- |
| 1  | Unión San Felipe      | 26 | 14 | 8  | 4  | 62 | 40 | +22 | 36 |
| 2  | Iberia                | 26 | 16 | 3  | 7  | 35 | 21 | +14 | 35 |
| 3  | Naval                 | 26 | 13 | 8  | 5  | 46 | 24 | +22 | 34 |
| 4  | San Luis de Quillota  | 26 | 13 | 6  | 7  | 49 | 29 | +20 | 32 |
| 5  | Lister Rossel         | 26 | 11 | 6  | 9  | 37 | 45 | −8  | 28 |
| 6  | Deportes Ovalle       | 26 | 10 | 6  | 10 | 45 | 36 | +9  | 26 |
| 7  | Colchagua             | 26 | 7  | 12 | 7  | 46 | 44 | +2  | 26 |
| 8  | San Antonio Unido     | 26 | 9  | 6  | 11 | 32 | 41 | −9  | 24 |
| 9  | Coquimbo Unido        | 26 | 4  | 15 | 7  | 30 | 35 | −5  | 23 |
| 10 | Ferroviarios          | 26 | 8  | 7  | 11 | 37 | 50 | −13 | 23 |
| 11 | Santiago Badminton    | 26 | 5  | 10 | 11 | 35 | 48 | −13 | 20 |
| 12 | Ñublense              | 26 | 6  | 7  | 13 | 38 | 48 | −10 | 19 |
| 13 | Santiago Morning      | 26 | 6  | 7  | 13 | 28 | 43 | −15 | 19 |
| 14 | Municipal de Santiago | 26 | 6  | 7  | 13 | 28 | 44 | −16 | 19 |

## Nedflyttningsserien
Lag 1–2: Kvar i Segunda División nästa säsong
Lag 3: Nedflyttade till en lägre division.
| Nr | Lag                   | S | V | O | F | GM | IM | MS  | P |
| -- | --------------------- | - | - | - | - | -- | -- | --- | - |
| 1  | Santiago Morning      | 2 | 2 | 0 | 0 | 12 | 2  | +10 | 4 |
| 2  | Ñublense              | 2 | 1 | 0 | 1 | 3  | 7  | −4  | 2 |
| 3  | Municipal de Santiago | 2 | 0 | 0 | 2 | 2  | 8  | −6  | 0 |